# Zoya Kosmodemiánskaya
Zoya Anatólievna Kosmodemiánskaya (en ruso: Зо́я Анато́льевна Космодемья́нская; 13 de septiembre de 1923 - 29 de noviembre de 1941) fue miembro del Komsomol y partisana soviética durante la Gran Guerra Patria. Tras su muerte a manos de los nazis fue condecorada con el título honorífico de Heroína de la Unión Soviética. La primera mujer que recibió el título de Héroe de la Unión Soviética (póstumo) durante la Gran Guerra Patria.
Incluso cuando ingresaron a la escuela de reconocimiento y sabotaje, se advirtió a todos los reclutas que el 95% de ellos serían asesinados, y los capturados morirían dolorosamente por la tortura. Por lo tanto, todos los miembros del grupo entendieron el peligro mortal de la tarea que estaban realizando, teniendo solo unos pocos cócteles Molotov y pistolas con problemas mecánicos. La mayoría del grupo realmente murió en tiroteos, torturas y siendo capturado.
El grupo de Kosmodemiánskaya logró ejecutar solo una parte de la orden de combate organizando el incendio provocado de tres casas, en una de las cuales dormían soldados alemanes, que se dirigian al frente, y también destruyeron sus vehículos y mataron a sus caballos, las otras dos casas fueron las casas de los aldeanos. Durante el segundo intento de incendio provocado, el jefe de la aldea, Semión Agafonovich Sviridov, dio la alarma y Kosmodemiánskaya fue arrestada.
Zoya fue torturada después de ser capturada y ejecutada por ahorcamiento. Antes de su muerte, Zoya pronunció un discurso legendario, instando a los aldeanos a luchar contra los nazis y no temer a la muerte en esta lucha.
Zoya Kosmodemiánskaya se convirtió en uno de los símbolos del heroísmo del pueblo soviético en la Gran Guerra Patria. La imagen de Zoya se refleja en ficción, periodismo, cine, pintura, arte monumental y exhibiciones de museos. Según el periodista ruso al servicio de la BBC, Artyom Krechetnikov, Zoya Kosmodemiánskaya se convirtió para el pueblo soviético en el mismo ejemplo de patriotismo con la voluntad de sacrificarse, como para los franceses es Juana de Arco.

## Familia
El apellido de la familia Kosmodemiánsky se construyó uniendo los nombres de los santos Cosme y Damián (Kosma y Demyan en ruso). Desde el siglo XVII los Kosmodemiánsky fueron sacerdotes en la Iglesia Ortodoxa Rusa. El abuelo de Zoya, Pyotr Kosmodemiánsky, fue asesinado en 1918 por su oposición a la blasfemia.
Zoya (su nombre es una forma rusa del nombre griego Zoe, que significa «vida») nació en 1923 en el pueblo de Osino-Gay (Осино-Гай), que significa bosques de álamos, cerca de la ciudad de Tambov. Su padre, Anatoli Kosmodemiánsky, estudió en un seminario teológico, pero no se graduó. Más tarde trabajó como bibliotecario; su madre, Lyubov Churikova, era maestra de escuela. Su hermano, el teniente primero Aleksandr Anatolyevich Kosmodemiánsky (1925-1945), comandante de carro de combate, al igual que Zoya fue condecorado por sus acciones como Héroe de la Unión Soviética y además recibió la Orden de Lenin, ambas a título póstumo.
En 1929 la familia se mudó a Siberia por temor a la persecución. En 1930 se mudaron a Moscú.

## Biografía
Nacida en 1923 cerca de Tambov, se unió al Komsomol (organización juvenil del Partido Comunista de la Unión Soviética) en 1939 con el N.º 236208 y en 1941 conformó la Unidad 9903 de los partisanos soviéticos tras el comienzo de la invasión nazi a la Unión Soviética. La misión de la unidad de Zoya era el minado de los caminos, la destrucción de depósitos alemanes y aplicar la orden de tierra quemada a las fuerzas enemigas en avance.
En octubre de 1941, todavía estudiante de secundaria en Moscú, se ofreció como voluntaria para una unidad partisana. A su madre, que trató de disuadirla, ella respondió: «¿qué puedo hacer cuando el enemigo está tan cerca? Si vinieran aquí, no podría seguir viviendo». De las mil personas que se unieron a su unidad en octubre de 1941, solo la mitad sobrevivió a la guerra.
La misión de combate del grupo de Zoya Kosmodemiánskaya fue la siguiente: «quemar diez asentamientos (por orden del camarada Stalin del 17 de noviembre de 1941): Anashkino, Gribtsovo, Petrishchevo, Usadkovo, Ilyatino, Grachevo, Pushkino, Mijailovskoye, Bugailovo, Korovino. La fecha límite es de 5 a 7 días». Esto se refiere a la orden del Cuartel General del Alto Mando Supremo N.° 428 sobre la quema de asentamientos en el territorio ocupado.
En la aldea de Petríschevo, el 27 de noviembre de 1941, se integró una misión destinada a sabotear y quemar propiedades del ejército alemán. Las escaramuzas entre los partisanos y los alemanes aislaron a Zoya de su unidad. Esta se refugió en el pueblo y fue delatada por un colaboracionista. Fue capturada y tras ser interrogada, torturada y vejada, finalmente fue públicamente ahorcada a los 18 años. Se tomaron fotografías de su ejecución de modo profuso por parte de los alemanes, las cuales fueron encontradas en el cuerpo de un soldado germano muerto en combate durante una contraofensiva en Rzhev.

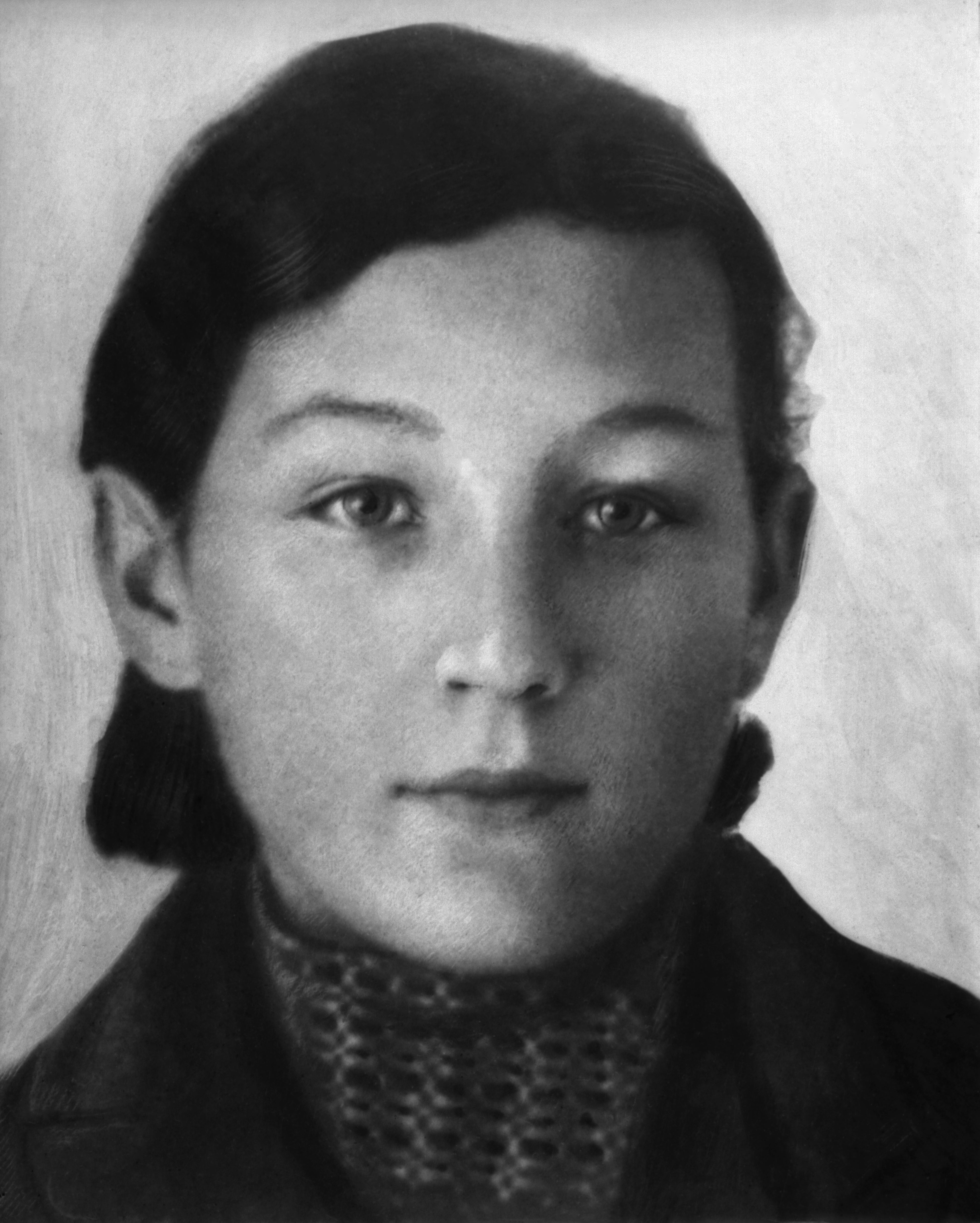
Fotografía oficial de Zoya Kosmodemiánskaya para el Komsomol en 1939.

En Petrischevo, Zoya logró incendiar establos de caballos y un par de casas. El 27 de noviembre a las 2.00 a. m., Boris Krainov, Vasili Andreevich Klubkov y Zoya Kosmodemyanskaya incendiaron tres casas en Petrishchev (residentes de Karelova, Solntseva y Smirnov). En el interrogatorio, Zoya también dijo que logró destruir veinte caballos para el transporte de carga por parte de los nazis en los edificios agrícolas de los patios quemados. El jefe de la aldea, Semiónn A. Sviridov, confirmó este hecho con su testimonio. La amiga de Zoya en la escuela de sabotaje de Claudia Miloradova afirma que una de las casas quemadas por Zoya fue utilizada como centro de comunicaciones alemán. La casa de la familia Voronin en el pueblo se usó realmente como cuartel general para trasladar a los oficiales de las tropas, pero no se quemó. Muchos miembros del grupo de sabotaje señalan que se quemaron casas en las que los soldados alemanes habían pasado la noche y también mantuvieron sus caballos utilizados para el transporte de cargas militares en los patios. 
El escritor Aleksandr Zhovtis cuestiona estas versiones, citando el hecho de que oficialmente Petrishchevo no era un punto de despliegue permanente de las tropas alemanas. Sin embargo, sus aldeanos niegan sus palabras, lo que indica que prácticamente todas las casas de la aldea fueron utilizadas para dormir por las tropas alemanas transportadas a lo largo de las carreteras principales cerca de la aldea. Después del primer intento de incendio provocado, Krainov no esperó a Zoya y Klubkov en el lugar de reunión acordado y se fue, volviendo a la suya. Más tarde, Klubkov también fue capturado por los alemanes. Zoya, después de extrañar a sus camaradas y quedarse sola, decidió regresar a Petrishchevo y continuar con el incendio provocado. Sin embargo, las autoridades militares alemanas en el pueblo ya habían organizado una reunión de residentes locales, en la que habían formado una milicia para evitar nuevos incendios provocados. Después de ser arrestada, fue desnudada, golpeada, interrogada y torturada con 200 latigazos y su cuerpo quemado, pero se negó a dar ninguna información. A la mañana siguiente la llevaron al centro de la aldea con una tabla alrededor del cuello con la inscripción «Incendiaria» y la ahorcaron.
Su cuerpo congelado fue mutilado y exhibido durante un mes antes de que los alemanes lo inhumaran y se retiraran ante el avance del Ejército Rojo.
Las últimas palabras de Zoya fueron:

¡Hola camaradas! ¿Por qué se ven tan tristes? ¡Sean valientes, luchen, venzan a los alemanes, quemen, pisoteen! No tengo miedo a morir, camaradas. ¡Es felicidad morir por la gente!

Y a los alemanes:

Ahora me cuelgan, pero no estoy sola. Hay doscientos millones de nosotros. No pueden colgarnos a todos. Me vengarán.

Y antes del momento de colgar con la soga en el cuello, dijo:

¡Adiós, camaradas! Luchen, no tengan miedo! Stalin está con nosotros! ¡Stalin vendrá!

Los alemanes dejaron el cuerpo de Zoya colgado en la horca durante varias semanas. Cortaron uno de sus pechos y su cuerpo fue profanado por alemanes o bien por sus colaboradores. Finalmente fue enterrada justo antes de que los soviéticos recuperaran ese territorio en enero de 1942.
Tras su muerte se convirtió en uno de los mártires más venerados de la Unión Soviética.

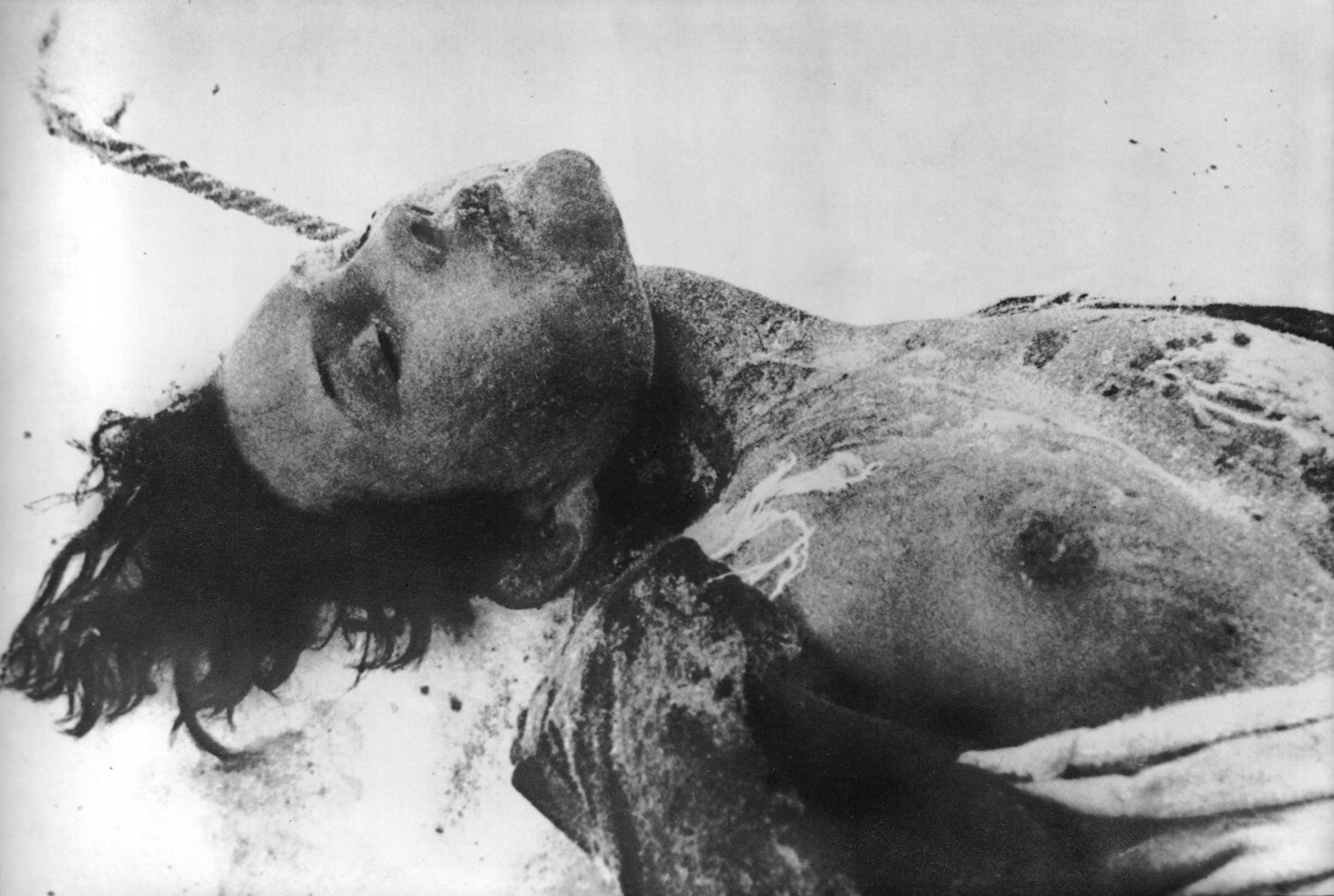
Cadáver de Zoya Kosmodemiánskaya, que fue torturada, mutilada y ahorcada, yace en la nieve en la aldea de Petrischevo, cerca de Moscú. Foto tomada por Serguéi Strunnikov

## Investigación y controversia postsoviética

### Controversia mediática de los 90
La biografía de Zoya Kosmodemyanskaya se convirtió en un tema de controversia mediática durante la década de 1990. En septiembre de 1991, se publicó un artículo de Aleksandr Zhovtis en la revista semanal rusa Argumenty i Fakty. El artículo alegaba que no había tropas alemanas en el pueblo de Petrischevo, a pesar de varias fotos de ella siendo ahorcada por soldados alemanes. Zhovtis culpó a la política de tierra quemada de Stalin por la muerte «innecesaria» de la joven. Posteriormente, el periódico publicó cartas de los lectores, muchas de las cuales incluían historias que contradecían la versión oficial. Una investigación confirmó que la persona ejecutada en Petrischevo no era Zoya Kosmodemyanskaya, sino un partidario «desaparecido en acción», aunque una conclusión oficial posterior del Instituto de Expertos en lo Penal y el Departamento de Justicia de la Federación de Rusia declaró lo contrario. Los artículos de Argumenty i Fakty provocaron una respuesta del observador de Pravda, Viktor Kozhemyaka, en forma de un artículo titulado «Cincuenta años después de su muerte, Zoya es torturada y ejecutada nuevamente». Diez años más tarde, Kozhemyaka escribió otro artículo «Zoya es ejecutada una vez más», en el que lamentaba el «material absurdo» en los sitios de Internet, que alegaban que Zoya había sido herida por los campesinos rusos en lugar de las tropas alemanas, que sufría de esquizofrenia, que era una fanática estalinista y así sucesivamente.

### Nuevos hallazgos

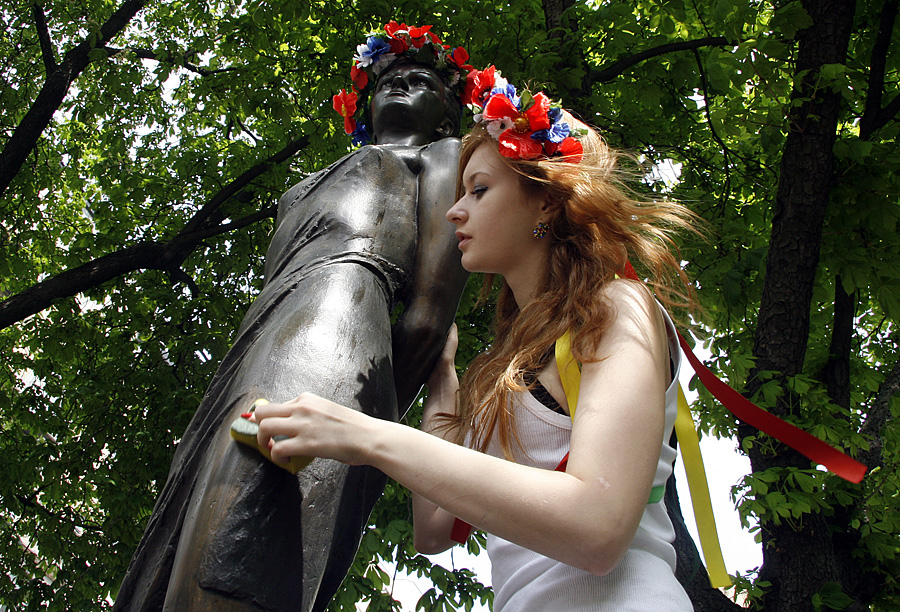
Una feminista limpiando el monumento a Zoya Kosmodemiánskaya en Kiev como celebración del Día de la Victoria en mayo de 2010

Un acontecimiento importante fue la publicación en un periódico de la era Glasnost sobre los protocolos previamente desconocidos de la comisión oficial de residentes de la aldea de Petrischevo  y el sóviet de Gribtsovsky el 25 de enero de 1942 (dos meses después de la ejecución de Zoya). El protocolo declaró que Kosmodemyanskaya fue atrapada mientras intentaba destruir un establo que contenía más de 300 caballos alemanes. También describía gráficamente su tortura y ejecución.
Las notas de Pyotr Lidov publicadas en la Gazeta Parlamentskaya en 1999 contaron una historia ligeramente diferente. Aparentemente, Lidov durante años recopiló meticulosamente toda la información disponible sobre Kosmodemyanskaya. Las notas respaldaban la versión de que Kosmodemyanskaya y Vasili Klubkov fueron atrapados mientras dormían en las afueras de Petrischevo. Los alemanes fueron llamados por un residente de Petrischevo llamado Semyon Sviridov. Las notas de Lidov también incluyeron una entrevista con un suboficial alemán tomado prisionero por el Ejército Rojo. La entrevista describió el efecto negativo en la moral de los soldados alemanes que presenciaron los incendios de las casas.

### La versión de la traición de Vasili Klubkov (1923-1942)
Algunos detalles de la asignación y el arresto de Zoya fue clasificado durante unos sesenta años por la traición que podría haber estado involucrada. El caso criminal N.⁰ 16,440 fue desclasificado en 2002. El caso fue revisado por la Oficina del Fiscal Militar Jefe de Rusia, y se decidió que Vasili Klubkov traicionó a Zoya Kosmodemiánskaya y no era elegible para rehabilitación. Según el caso penal 16,440, tres combatientes soviéticos: Zoya Kosmodemiánskaya, Vasili Klubkov y su comandante Boris Krainov, realizaron actos de sabotaje en Reichskommissariat Ostland. Se les había encomendado la tarea de incendiar casas en la aldea de Petrishchevo, donde se acuartelaban las tropas alemanas. Krainov debía operar en la parte central de la aldea, Kosmodemiánskaya en el sur y Klubkov en el norte. Krainov fue el primero en llevar a cabo su tarea y regresó a la base. Zoya también realizó su tarea, como lo evidenciaron tres columnas de llamas en la parte sur de Petrischevo vistas desde la base. Solo la parte norte no fue incendiada. Según Klubkov, fue capturado por dos soldados alemanes y llevado a su cuartel general. Un oficial alemán amenazó con matarlo, y Klubkov le dio los nombres de Kosmodemiánskaya y Krainov. Después de esto, Kosmodemiánskaya fue capturada por los alemanes.
Probablemente se incriminó bajo la presión de los investigadores. Semyon Agafonovich Sviridov el jefe de la aldea de Petrishchevo también la denunció pero nunca fue a juicio.
El 3 de abril de 1942 el tribunal militar del Frente Occidental soviético condenó a muerte a Vasili Andreevich Klubkov y recibió un disparo el 16 de abril a sus escasos 19 años de edad.

## Memoria

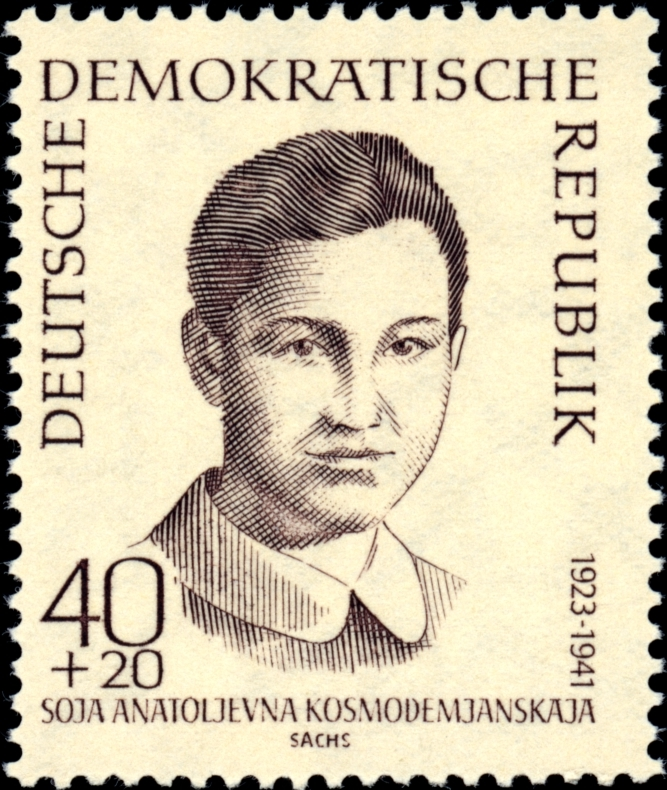
Sello postal de 1962 en honor a Zoya Kosmodemiánskaya de la RDA

Placa conmemorativa en el lugar de enterramiento de Zoya Kosmodemiánskaya después de la ejecución en el pueblo de Petríschevo. Esta placa fue colocada en 1942, después de que el cuerpo de la Zoya fuera enterrado en el Cementerio Novodévichi.
En memoria de Zoya Kosmodemiánskaya, se nombraron varias calles en diferentes ciudades de la URSS, así como escuelas y bibliotecas.
En 1948 comenzó la creación de una colección para el Museo. En 1956, se creó el Museo de Zoya Kosmodemiánskaya en el pueblo de Petríschevo. Después del colapso de la URSS, las nuevas autoridades se olvidaron de este Museo. Entre 1992-1997, el Museo no recibió ayuda del estado, y en 1997, los últimos empleados restantes no cobraron salarios durante varios meses. En 1997, el historiador I. P. Osadchiy escribió una carta abierta a las autoridades y la población del país que el Museo estaba en una situación desesperada y que este lugar necesitaba ser rescatado con urgencia. La carta abierta fue impresa gratuitamente por 12 periódicos diferentes, después de lo cual la situación se hizo ampliamente conocida y el Museo sobrevivió En febrero de 2016, se anunció que el Museo sería renovado y mejorado. En 2020, el Museo abrió después de la renovación, el nuevo diseño provocó críticas entre los visitantes. En el interior, se agregaron inscripciones en Inglés, pero se eliminó el emblema del Komsomol.
En 1957, en el kilómetro 85 de la carretera de Minsk, cerca del pueblo Petríschevo, se erigió su monumento (arquitectos O. A. Ikonnikov y V. A. Fedorov).
El 6 de junio de 1977, el planetoide número 1793 en el sistema solar recibió el nombre de "Zoya Kosmodemiánskaya".

### Listas relacionadas
- Lista de heroínas de la Unión Soviética